# Aiakos

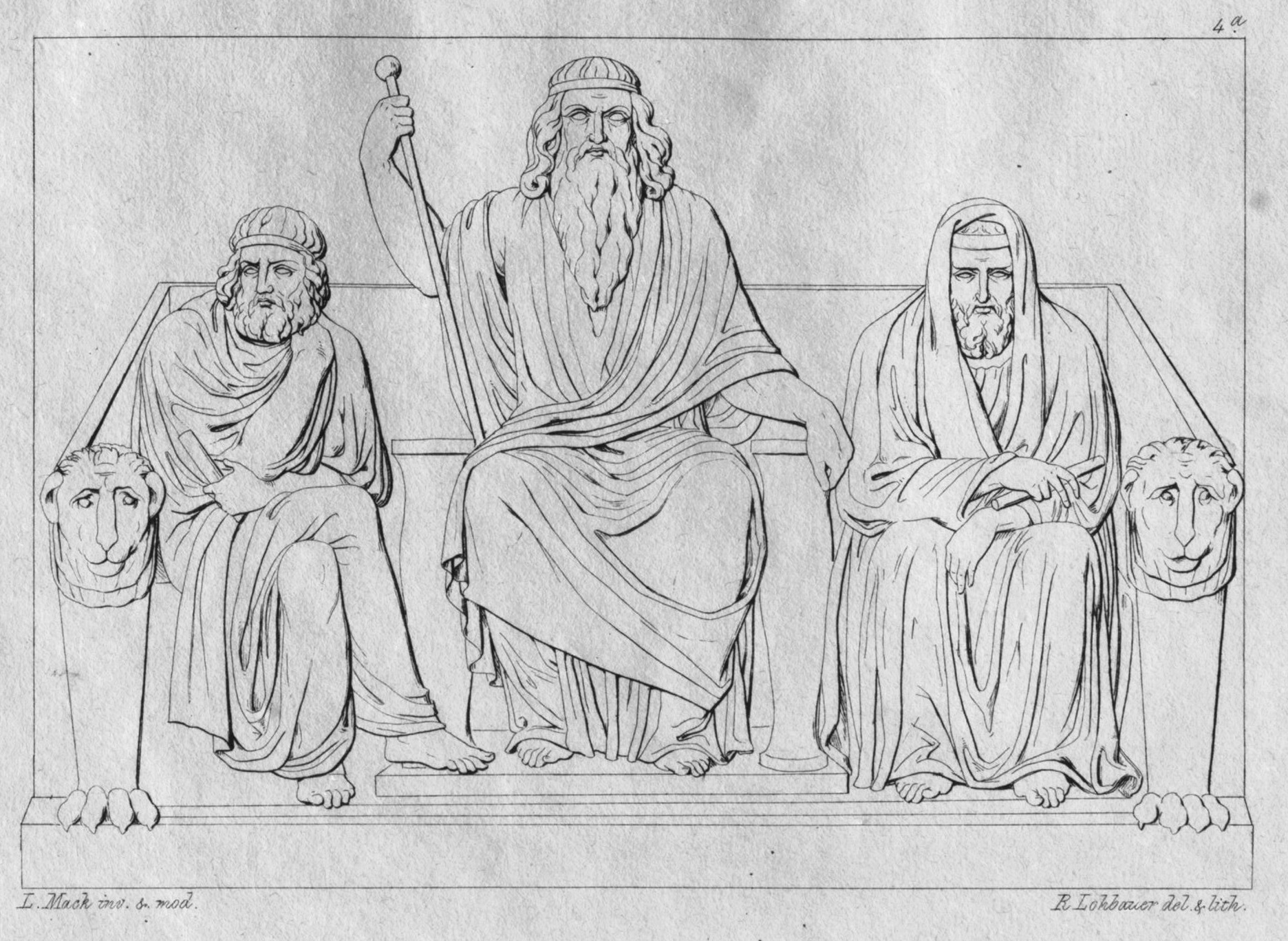
Die Totenrichter Minos, Aiakos und Rhadamanthys
(Ludwig Mack: Die Unterwelt, um 1826)

Aiakos (altgriechisch Αἰακός Aiakós, lateinisch Aeacus, deutsch Äakus) ist in der griechischen Mythologie Sohn des Zeus und der Aigina, einer Tochter des Flussgottes Asopos. Er herrscht auf Ägina als König über die Myrmidonen und ist der Stammvater der Aiakiden. 
Zeus hatte Aigina zu seiner Geliebten gemacht. Da diese von seiner eifersüchtigen Gemahlin Hera verfolgt wurde, flog er sie in Gestalt eines Adlers auf die Insel Oinone (auch Oinoe, Oinopia), wo Aiakos geboren wurde. Die Insel bekam später den Namen Aigina/Ägina. Bis ins Jünglingsalter war Aiakos dort allein und er ertrug die Einsamkeit nur schwer. Doch schließlich erbarmte sich Zeus seiner und verwandelte die Ameisen der Insel in Männer und Frauen und schuf so das Geschlecht der Myrmidonen. Über dieses herrschte Aiakos nun weise und gerecht, ein Liebling der Götter, die ihn, wie die Menschen, oft als Schiedsrichter heranzogen. Wegen seines großen Gerechtigkeitssinns wurde Aiakos nach seinem Tod neben Minos und Rhadamanthys zum Richter der Schatten berufen. Aristophanes und Lukian haben ihn zum Türhüter der Unterwelt gemacht.
Abbildungen zeigen ihn mit den Insignien seiner richterlichen Macht oder mit dem Schlüssel der Unterwelt. (Nach der Bibliotheke des Apollodor waren ihm von Hades die Schlüssel zur Unterwelt anvertraut.) Auf Ägina, wo man Aiakos als Halbgott verehrte, stand das zu seiner Verehrung errichtete Aiakeion mit Mauern aus weißem Marmor.
Mit seiner Gemahlin Endeis hatte Aiakos zwei Söhne, Peleus und Telamon. Diese zeugten zwei Helden des Trojanischen Krieges, Achilleus und Ajax. 
Außerdem wird geschildert, wie Aiakos auf dem Indienfeldzug des Dionysos in der Schlacht am Hydaspes gegen die Inder wütete, ähnlich wie im 21. Gesang der Ilias sein Enkel Achilleus am Skamandros gegen die Trojaner.